# 中村孝也

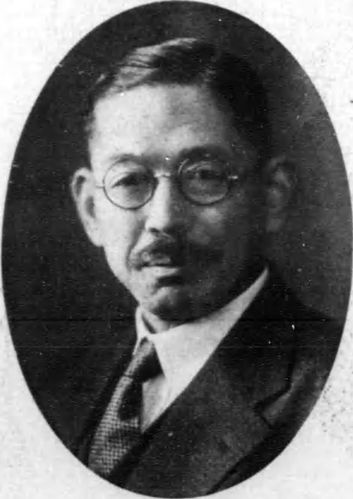
中村孝也

中村 孝也（なかむら こうや、1885年（明治18年）1月2日 - 1970年（昭和45年）2月5日）は、大正・昭和期の日本の歴史学者。東京帝国大学名誉教授。専門は日本近世史。文学博士（東京帝国大学、1926年）。群馬県出身。

## 略伝
1885年（明治18年）1月、群馬県高崎に生まれる。父は士族で小学校教員の中村勝弥、母は小学校嘱託教員の中村とく。「孝也」の名は、『孝経』を典拠とした。幼少の頃から漢籍に造詣の深かった父より漢学を学び、5歳の時、母が勤務する神戸尋常小学校へ見学児として通学、以後複数の学校に転校するも、いずれも抜群の成績で進級した。1899年（明治32年）、14歳の時に小学校准教員検定試験に合格。桐生南尋常小学校の教員となった。
群馬県師範学校、東京高等師範学校を経たあと、1909年（明治42年）、東京市京橋区の明石尋常小学校に就職。その傍らで東京外国語学校（夜学）に入学。ドイツ語を専攻し、1912年（明治45年）に修了している。
1910年（明治43年）、東京帝国大学文科大学国史学科に入学。勉学に励み、特待生に選ばれる一方、明治中学校の講師や家庭教師などで忙しい毎日を過ごした。1913年（大正2年）に東京帝国大学文科大学国史学科を卒業。卒業式の際、恩賜の銀時計を受ける。大学卒業後、直ちに大学院に進学。大学院では指導教官三上参次のもとで、江戸時代の文化史を専攻した。大学院在学中に文科大学卒業論文をまとめた『江戸幕府鎖国史論』や、一般向けに著した『源九郎義経』を出版。また、指導教官の三上参次からも数多くの仕事が与えられ、静岡市教育会から委嘱された徳川家康の伝記『東照公伝』編纂や、徳川三百年祭記念事業の研究者を委嘱された。これが後年発表する『徳川家康文書の研究』の基礎となった。
1918年（大正7年）に東京帝国大学大学院を修了したのち、第一高等学校や日本女子大学などで教鞭を執る一方、東京帝国大学経済学部に入学し経済学を学んだ。そして、1924年（大正13年）に文学博士学位請求論文である「元禄及び享保時代における経済思想の研究」を東京帝国大学に提出。美濃紙原稿2500枚の大著であった。その後、1926年（大正15年）に文学博士の学位を取得。中村は学位論文合格の知らせを、当時史料編纂掛事務主任で東京帝大教授であった辻善之助から聞いた。その一方で、1924年には、月刊誌『歴史と趣味』の刊行をはじめ、その主幹となって全冊の執筆を担当。太平洋戦争が激化して紙の配給が停止される1944年（昭和19年）まで続けた。
1925年（大正14年）に史料編纂官となり、1926年には東京帝国大学助教授を兼任。本官が史料編纂官であったため、講座の担当はなかった。1935年（昭和10年）に東大の組織の改変により東京帝国大学助教授兼史料編纂官となり、文学部の勤務が主となった。1938年（昭和13年）に東京帝国大学教授に就任。国史学第二講座を担当し、江戸時代史と近世社会史を講じた。
中村が教授に昇任したとき、東大の国史学科は平泉澄が主任教授であった。平泉が「朱光会」や私塾青々塾で、いわゆる皇国史観を説いていたが、中村はこうした平泉の行動に一線を画し、国史学研究室にも足を向けない程であった。平泉に反発する学生が中村のもとに集まり、1940年（昭和15年）には中村を会の代表とする「国民生活研究会」という研究会が結成された。
太平洋戦争が終結した1945年（昭和20年）10月、中村は東京帝国大学教授を依願退官した。中村は、東京帝国大学退官後も大学教員として教壇に立つことを希望していたが、GHQにより教員不適格者と判定されてしまった。そのときの心境を「中村孝也、昨日を以て死去した」と日記に綴っている。
1951年（昭和26年）に教職追放解除となってからは、明治大学で教壇に立ち、一方では徳川家康文書の蒐集・調査を進め、1957年（昭和32年）には文部省研究成果刊行補助金の支給をうける。その成果が大著『徳川家康文書の研究』にまとめられ、これは戦国大名発給文書に関する研究の先駆として評価されており、1962年（昭和37年）には日本学士院賞を受けた。
明治大学退職後の1960年（昭和35年）に、雑誌『歴史と趣味』を年4回の季刊誌として復活。1968年（昭和43年）まで続けられた。また翌1969年（昭和44年）からは雑誌『静苑』を創刊して文章を書き続けていたが、5号の編集を終えた1970年（昭和45年）2月5日、脳梗塞のため東京都文京区の自宅にて死去。享年85。墓所は多磨霊園

## 略年譜
- 1899年（明治32年）、小学校准教員検定試験に合格
- 1901年（明治34年）、群馬県師範学校入学
- 1905年（明治38年）、群馬県師範学校卒業。東京高等師範学校地理歴史科入学
- 1909年（明治42年）、東京高等師範学校地理歴史科卒業　東京市京橋区明石尋常小学校訓導
- 1910年（明治43年）、東京帝国大学文科大学国史学科入学
- 1913年（大正2年）、東京帝国大学文科大学国史学科卒業（卒業論文「江戸幕府鎖国論」）　東京帝国大学大学院入学
- 1915年（大正4年）、海軍省日独戦史編修業務嘱託
- 1916年（大正5年）、明治大学講師
- 1918年（大正7年）、東京帝国大学大学院修了
- 1919年（大正8年）、日本女子大学教授（1947年まで）第一高等学校講師（1926年まで）
- 1924年（大正13年）、東京帝国大学史料編纂掛業務嘱託
- 1925年（大正14年）、東京帝国大学史料編纂掛史料編纂官
- 1926年（大正15年）、東京帝国大学文学部助教授を兼任、文学博士（東京帝国大学）
- 1935年（昭和10年）、東京帝国大学文学部助教授兼史料編纂官
- 1938年（昭和13年）、史料編纂官を辞任　東京帝国大学文学部教授（国史学第二講座を担当）
- 1945年（昭和20年）、東京帝国大学教授退官
- 1947年（昭和22年）、「仁孝天皇の御事蹟」を昭和天皇・香淳皇后に進講
- 1952年（昭和27年）、明治大学商学部教授
- 1958年（昭和33年）、明治大学文学部教授
- 1959年（昭和34年）、明治大学教授退職
- 1962年（昭和37年）、宮中歌会始の儀 召人。「桃園天皇の御事蹟」を昭和天皇に進講
- 1970年（昭和45年）、死去（85歳）

## 受賞歴・叙勲歴
- 1961年（昭和36年）、紫綬褒章受章
- 1962年（昭和37年）、著書『徳川家康文書の研究』により、日本学士院賞を受賞[5]

## 主要著書
- 『江戸幕府鎖国史論』奉公会〈奉公叢書 第1編〉、1914年。
- 『英俊伝 第1巻 源九郎義経』大日本雄弁会、1914年。
- 『東照公伝 三百祭記念』静岡市教育会、1915年。
- 『志ら菊 文集』大日本雄弁会〈懐徳庵叢書〉、1915年。
- 『日本近世史 第1巻 社会分裂の時代』育英書院、1916年。
- 『日本近世史 第2巻 国民統一の時代』育英書院、1917年。
- 『日本近世史 第3巻 国家結成の時代』育英書院、1918年。
- 元禄時代観 啓成社、1919
- 中牟田倉之助伝 1919
- 元禄享保時代に於ける経済思想の研究 国民文化研究会、1922
- 稿本国民文化史概論 国民文化研究会、1922
- 楠公礼讃 国民文化研究会、1927
- 御大礼と神国思想 国民文化研究会、1928
- 国史十六講 国民文化研究会、1933
- 弘法大師伝 国民文化研究会、1934
- 建武中興の回顧 章華社、1934
- 国史教育論 章華社、1934
- 現代思想の歴史的批判 青年教育普及会、1935
- 贈正一位橘朝臣正成公伝 大楠公六百年大祭奉賛会、1935
- 国防と日本精神 埼玉県国防義会、1935
- 北畠顕家卿 建武御鴻業奉賛祭北畠顕家卿六百年祭全国奉賛会、1938
- 日本精神叢書 第60 大日本史と水戸教学 教学局、1941
- 『日本近世史の性格』万里閣、1941年。
  - 『日本近世史の性格』（再版）万里閣、1941年。
- 肇国精神 大日本教化図書、1941
- 藤田東湖 地人書館、1942 (維新勤皇遺文選書)
- 支那を行く 講談社、1942
- 日華明治維新史 東京堂、1942
- 白石と徂徠と春台 万里閣、1942
- 国史の華 千草の巻(近代) 三学書房、1944
- 国史の華 菊の巻(現代) 三学書房、1944
- 建武中興時代の人々 有朋堂、1944
- 野間清治伝 野間清治伝記編纂会、1944
- 新国史観 第1-10 雄山閣、1947-1949
- 日本史新講 近世近代篇 国民学芸社、1948
- 国史学 広文社、1949

　新日本歴史文庫 全12巻、ポプラ社、1954-1955
- 『新日本歴史文庫 第1巻 原始社会』1954年。
- 『新日本歴史文庫 第2巻 古代物語』1954年。
- 『新日本歴史文庫 第3巻 飛鳥京時代』1954年。
- 『新日本歴史文庫 第4巻 奈良朝』1954年。
- 『新日本歴史文庫 第5巻 平安朝』1954年。
- 『新日本歴史文庫 第6巻 鎌倉幕府』1954年。
- 『新日本歴史文庫 第7巻 室町幕府』1954年。
- 『新日本歴史文庫 第8巻 安土桃山時代』1954年。
- 『新日本歴史文庫 第9巻 江戸幕府 上』1954年。
- 『新日本歴史文庫 第10巻 江戸幕府 下』1955年。
- 『新日本歴史文庫 第11巻 幕末維新』1955年。
- 『新日本歴史文庫 第12巻 近代日本』1955年。

　徳川家康文書の研究 全4巻 日本学術振興会 1958-1961
- 『徳川家康文書の研究 上巻』日本学術振興会、1958年。
  - 『徳川家康文書の研究 上巻』日本学術振興会、1967年。
  - 『徳川家康文書の研究 上巻』（新訂版）日本学術振興会、1980年。
- 『徳川家康文書の研究 中巻』日本学術振興会、1959年。
  - 『徳川家康文書の研究 中巻』（新訂版）日本学術振興会、1980年。
- 『徳川家康文書の研究 下巻之 1』日本学術振興会、1960年。
  - 『徳川家康文書の研究 下巻之 1』（新訂版）日本学術振興会、1980年。
- 『徳川家康文書の研究 下巻之 2』日本学術振興会、1961年。
  - 『徳川家康文書の研究 下巻之 2』（新訂版）日本学術振興会、1982年。
- 『徳川家康文書の研究 拾遺集』日本学術振興会、1971年。

　徳川家康文書の研究 新訂 オンデマンド版 吉川弘文館、2017 NCID BB25133730
- 徳川家 家康を中心に 至文堂、1961 日本歴史新書
- 徳川家康公伝 東照宮社務所、1965
- 家康の族葉 講談社、1965
- 千姫譜 国民文化研究会、1965 (千姫シリーズ 1)
- 千姫真実伝 国民文化研究会、1966 (千姫シリーズ 2)
- 淀殿と秀頼 国民文化研究会、1966 (千姫シリーズ 3)
- 日本史の人物像 第5巻、筑摩書房、1967「徳川家康」
- 和菓子の系譜 淡交新社、1967
- 牡丹芳 歌集 国民文化研究会、1967
- 『家康の臣僚 武将篇』人物往来社、1968年。
  - 『家康の臣僚 武将篇』国書刊行会、1988年。
  - 『家康の臣僚 武将篇』碩文社、1997年。
- 『家康の政治経濟臣僚』雄山閣出版、1978年。